# Nedra stewarti
Nedra stewarti är en fjärilsart som beskrevs av Augustus Radcliffe Grote 1875. Nedra stewarti ingår i släktet Nedra och familjen nattflyn. Inga underarter finns listade i Catalogue of Life.